# Tustin, California
Tustin là một thành phố tại quận Cam, California, Hoa Kỳ. Thành phố nằm trong Vùng Đại Los Angeles. Dân số theo điều tra năm 2005 của Cục điều tra dân số Hoa Kỳ là 69.665 người, dân số theo điều tra năm 2010 là 75.540 người, diện tích là km2. Thành phố nằm cạnh quận lỵ Santa Ana, và không bao gồm the Tustin Foothills. Năm 2009, Forbes bầu chọn thành phố này là một trong 25 thị trấn sống tốt ở Mỹ.